# Chironius vincenti
Chironius vincenti е вид змия от семейство Смокообразни (Colubridae). Видът е критично застрашен от изчезване.

## Разпространение
Разпространен е в Сейнт Винсент и Гренадини.